# Erica margaritacea
Erica margaritacea är en ljungväxtart som beskrevs av Soland. Erica margaritacea ingår i släktet klockljungssläktet, och familjen ljungväxter. Inga underarter finns listade i Catalogue of Life.

## Bildgalleri

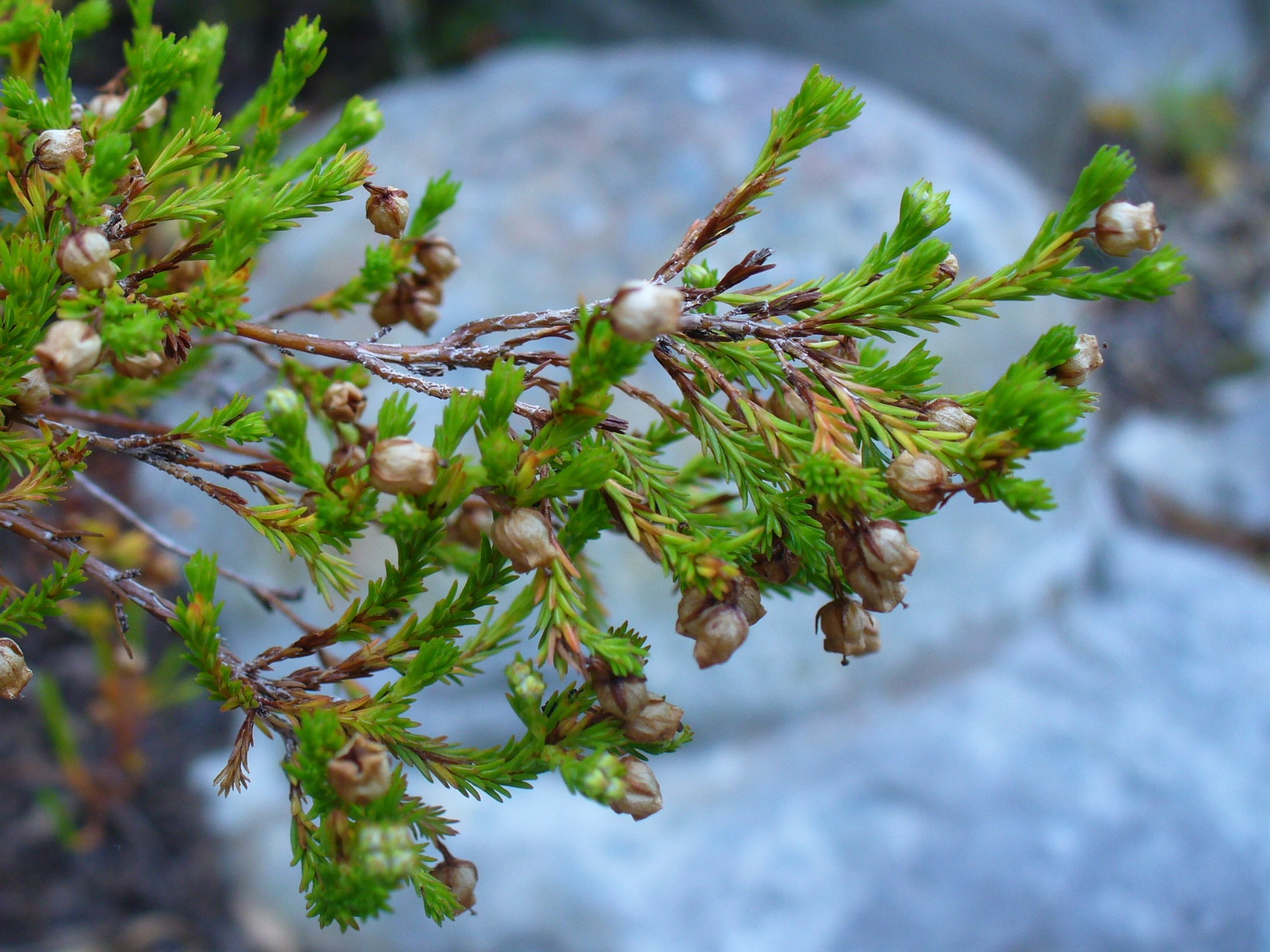
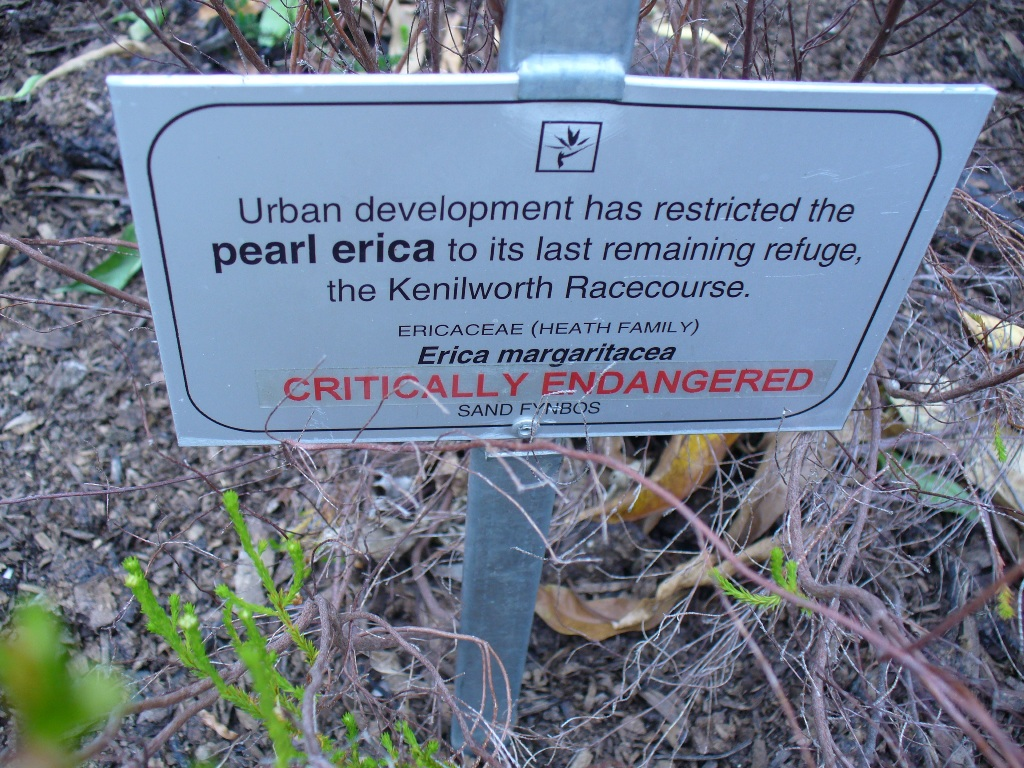